# Coelogyne formosa
Coelogyne formosa är en orkidéart som beskrevs av Rudolf Schlechter.
Coelogyne formosa ingår i släktet Coelogyne och familjen orkidéer. Artens utbredningsområde är Sumatra. Inga underarter finns listade i Catalogue of Life.